# دانيال أمين
دانيال أمين (ولد في يوليو 1954) طبيب أمريكي المشاهير يمارس مهنة الطب النفسي[بحاجة لمصدر] وأخصائي اضطرابات الدماغ كمدير لعيادات أمين.
وهو مؤلف خمس مرات في صحيفة نيويورك تايمز الأكثر مبيعا اعتبارا من عام 2012.
بنى أمين عملاً مربحًا حول استخدام التصوير المقطعي المحوسب بإصدار فوتون واحد (تصوير طبي بأشعة غاما)؛ لأغراض التشخيص المزعومة. أدان العلماء والأطباء تسويقه للتصوير طبي بأشعة غاما والكثير مما يقوله عن الدماغ والصحة في كتبه وظهوره في وسائل الإعلام وتسويق عياداته على أنه يفتقر إلى الصلاحية العلمية وكونه غير أخلاقي، خاصة وأن طريقة التصوير طبي بأشعة غاما هي الطريقة المستخدمة في عياداته، تعرض الناس للإشعاع الضار دون فائدة واضحة. كما درس أمين إصابات الدماغ التي تصيب الرياضيين المحترفين، واستشار في قضايا ما بعد الارتجاج في الدوري الوطني لكرة القدم.

## النشأة والتعليم
ولد دانيال أمين في إنسينو بولاية كاليفورنيا في يوليو 1954 لأبوين لبنانيين مهاجرين. بعد التحاقه بجامعة ماريلاند، حرم ألمانيا الغربية من 1974 إلى 1975، التحق بكلية أورانج كوست حيث حصل على درجة الدبلوم من كلية أورانج كوست في عام 1976. حصل بعد ذلك على درجة البكالوريوس في علم الأحياء من كلية جنوب كاليفورنيا (الآن جامعة فانجارد) في عام 1978، ودرجة الماجستير في الطب من كلية الطب بجامعة أورال روبرتس في عام 1982.
تلقى أمين تدريبه النفسي العام في مركز والتر ريد الطبي العسكري في واشنطن العاصمة، وتدريبه على الطب النفسي للأطفال والمراهقين في المركز الطبي للجيش تريبلر في هونولولو. أمين حاصل على شهادتين معتمدتين من البورد الأمريكي للطب النفسي والعصبي في الطب النفسي العام والطب النفسي للأطفال والمراهقين.[بحاجة لمصدر]

## مهنته في مجال الأعمال
آمين هو الرئيس التنفيذي والمدير الطبي لعيادات آمين الست.

### التصوير طبي بأشعة غاما
تستخدم ممارسات أمين التصوير المقطعي المحوسب بانبعاث فوتون واحد، أو التصوير المقطعي المحوسب بإصدار فوتون واحد، وهو مسح لنشاط الدماغ في محاولة لمقارنة نشاط دماغ الشخص بنموذج صحي معروف. يصف آمين كلاً من العلاج الدوائي وغير الطبي حسب الحالة. كما يقوم بإجراء فحوصات التصوير المقطعي المحوسب بإصدار فوتون واحد (التصوير طبي بأشعة غاما) قبل وبعد، والتي تدعي تقييم فعالية العلاج. تدعي عيادات أمين أنها تمتلك أكبر قاعدة بيانات في العالم لمسح الدماغ الوظيفي لطب النفس العصبي. اعتبارًا من عام 2009، قال أمين أنه أجرى مسحًا ضوئيًا لـ 50.000 شخص بتكلفة تقدر بـ 170 مليون دولار.
وقد ذكر جون سيبلي من جمعية الطب النووي والتصوير الجزيئي أنه استقر على أن التصوير طبي بأشعة غاما ليست ذات قيمة لتشخيص الاضطرابات النفسية. وجدت مراجعة أجرتها الجمعية الأمريكية للطب النفسي في عام 2012 أن دراسات التصوير العصبي «لم تؤثر بعد بشكل كبير على تشخيص أو علاج المرضى الأفراد». كما تنص المراجعة على أن دراسات التصوير العصبي لا توفر خصوصية وحساسية كافيتين لتصنيف الحالات الفردية بدقة فيما يتعلق بوجود مرض. وخلصت الجمعية الأمريكية للطب النفسي إلى أن «الأدلة المتاحة لا تدعم استخدام تصوير الدماغ للتشخيص السريري أو علاج الاضطرابات النفسية لدى الأطفال والمراهقين». وفقا للباحثة في علم الأعصاب الإدراكي مارثا فراح وعالم النفس س. ج. جيليهان، "أدى عدم التحقق التجريبي إلى إدانة واسعة النطاق للتصوير طبي بأشعة غاما التشخيصية باعتبارها سابقة لأوانها وغير مثبتة".

### أخلاقيات المسح الضوئي(التصوير طبي بأشعة غاما)
لقد أثيرت أسئلة حول أخلاقيات بيع صور التصوير المقطعي المحوسب بإصدار فوتون واحد على أساس ادعاءات غير مثبتة تصف أستاذة علم الأعصاب مارثا فراح هذا الاستخدام بأنه «مربح ولكن غير مثبت» وتقول: "لقد تعرض عشرات الآلاف من الأفراد، وكثير منهم أطفال، إلى إشعاع ضوئي عملية التصوير طبي بأشعة غاما ودفعت آلاف الدولارات من الجيب (لأن شركات التأمين لن تدفع) مقابل نصيحة العديد من الخبراء ". قال أستاذ علم النفس إرفينغ كيرش عن نظرية آمين: «قبل أن تبدأ في إصدار هذا الأمر وتسويقه والاستفادة منه، يجب أن تكون ملزمًا أخلاقياً بإثبات ذلك علميًا في مجلة محترمة ومراجعة من قبل الزملاء» وإلا «السير في طريق كونك بائع زيت الثعبان». في ورقة بحثية عام 2011، ناقش عالم الأعصاب أنجان تشاترجي أمثلة على الحالات التي تم العثور عليها على موقع عيادة آمين، بما في ذلك زوجين يعانيان من صعوبات زوجية وطفل يعاني من عدوانية اندفاعية. أشارت الورقة إلى أن الأمثلة «تنتهك معيار الرعاية» لأن التشخيص السريري الطبيعي كان من الممكن أن يكون كافياً وأنه «لا يوجد سبب للحصول على تصوير عصبي وظيفي لأغراض التشخيص في هذه الحالات». معظم المرضى لا يدركون ذلك تعتمد فحوصات التصوير طبي بأشعة غاما على ادعاءات غير مثبتة. الجلسة الأولى في إحدى عيادات أمين تكلف حوالي 3500 دولار. وفقًا لما أوردته صحيفة واشنطن بوست في عام 2012، يرى المسؤولون في جمعيات الطب النفسي وعلم الأعصاب ومراكز الأبحاث الكبرى أن ادعاءات أمين بشأن استخدام التصوير طبي بأشعة غاما «ليست أكثر من مجرد أسطورة ووساوس تصيب جمهورًا مطمئنًا».

### العمل للرياضيين
تقدم إحدى عيادات أمين فحوصات الدماغ للاعبي الدوري الوطني لكرة القدم الحاليين والسابقين. قام آمين بالتشخيص الأولي لتلف الدماغ في لاعب كرة القدم توم ديمبسي في دوري كرة القدم الأمريكية. خلال الفحوصات الطبية والمسح الضوئي، وجد أمين ثلاثة ثقوب في دماغ ديمبسي، إلى جانب أضرار أخرى. كما قدم التشخيص والعلاج للاعب الهوكي بول كاريا فيما يتعلق بقضايا ارتجاجة. نصح آمين كاريا بالتقاعد كمحترف، وهو ما فعله.

### المكملات الغذائية
تقوم مواقع آمين بتسويق مكملات الفيتامينات ومجموعة ذات علامة تجارية من المكملات الغذائية الأخرى. تم الترويج لهذه المكملات لعدد من الفوائد الصحية، بما في ذلك القدرة المزعومة على الوقاية من مرض آلزهايمر أو إيقافه - ومع ذلك لا توجد فائدة معروفة من تناول مثل هذه المكملات باستثناء حالات نقص المواد المحددة. كتب طبيب الأعصاب روبرت بيرتون أنه «فُزع للتو» من الأشياء المعروضة للبيع على مواقع ويب «الأعمال التجارية الكبيرة» الخاصة بأمين، وقالت هارييت هال إن آمين يصف «العلاجات الطبيعية المختبرة بشكل غير كاف» و «الخلطات غير المنطقية من المواد الغذائية مكملات النظام الغذائي» كجزء من علاجه.

## مهنتة في الإعلام
نشر آمين كتابه الأول، "غير دماغك، غير حياتك"، في عام 1999 ووصل بشكل غير متوقع إلى قائمة أفضل الكتب مبيعًا في نيويورك تايمز بعد بيع عشرات الآلاف من النسخ في العام الأول. لاحظت دار النشر الأسبوعية أن الكتاب "ضرب على ما يبدو وتوترًا لدى القراء الذين يحبون الإيقاع" العلمي ". في كتابه "صنع دماغ جيد"، قدم تحليله وتوصياته لتحسين الدماغ المزعوم لتعزيز سعادة الشخص وقدرته بشكل عام. على سبيل المثال، اقترح أن الهوايات التي تتحدى الدماغ مهمة لضمان حياة سعيدة، حيث يعتقد أنها تجبر الدماغ على التعلم والتطور بمرور الوقت. وصف ديفي ثورنتون الكتاب بأنه يتكون من "توصيات شائعة لتحسين الذات". تمت مراجعة "شفاء أجهزة الروح"، الذي كتبه أمين في عام 2008، في المجلة الأمريكية للطب النفسي بواسطة أندرو ليوشتر. قال ليوتشر: "يقدم الدكتور آمين حجة جيدة لاستخدام تصوير الدماغ لشرح وعلاج الاضطرابات النفسية". "ومع ذلك، فإن القارئ الذي لديه درجة من الإلمام بالمرض العقلي وعلوم الدماغ لا يقتنع بأن استخدام آمين التجاري للمسح الضوئي له ما يبرره." وخلص لوختر إلى أن آمين "لم يُخضع مناهج علاجه لمستوى الفحص العلمي المنتظم المتوقع للممارسة الطبية القائمة على أسس علمية".
في كتاب «الحب في دماغ أمين»، وصف نشاط الدماغ الذي يحدث أثناء ترديد التأمل بأنه مشابه لما يحدث أثناء الشعور بالحب والنشاط الجنسي. في عام 2013، شارك آمين مع القس ريك وارين في تأليف خطة دانيال: 40 يومًا لحياة أكثر صحة، حول «كيفية عيش حياة صحية». كان آمين أحد الأشخاص الذين جندهم وارن للمساعدة في وضع البرنامج -ومن بينهم مارك هيمان ومحمد أوز-، شجع وارن على تبني الخطة من قبل جميع الكنائس الأعضاء في شبكته من كنائس سادلباك. وفقًا لجانيس نوريس، «خطة دانيال... أكثر من مجرد نظام غذائي. إنه برنامج أسلوب حياة قائم على مبادئ الكتاب المقدس وخمسة مكونات أساسية: الطعام، واللياقة البدنية، والتركيز، والإيمان، والأصدقاء.» آمين، وارين، وظهر هايمان في البرنامج التلفزيوني «المظهر» لمناقشة خطة دانيال، وحضر 3000 شخص مسيرة في سادلباك تشيرش في ليك فورست، كاليفورنيا، لسماع حديث الثلاثة عن الخطة. في عام 2013، أصدر أمين نسخة محدثة من «برنامج الاختراق: شفاء الإضافة من الداخل إلى الخارج.» الذي يسمح لك برؤية وعلاج الأنواع السبعة لاضطراب نقص الانتباه. في عام 2017، نشر آمين وزوجته تانا كتاب «طريقة محارب الدماغ: أشعل طاقتك وتركيزك، هاجم المرض والشيخوخة، وحوِّل الألم إلى هدف»، وهو ما راجعته هارييت هول؛ كتبت: «الكثير من النصائح في هذا الكتاب هي نصائح طبية سائدة، وهناك تلميحات عملية مفيدة مثل وضع طعامك في طبق أصغر وعدم التسوق لشراء الطعام عندما تكون جائعًا. المشكلة هي أن النصائح الجيدة مختلطة بشكل لا ينفصم بمعلومات كاذبة وبيانات مضللة، وبتوصيات مفصلة لا يدعمها العلم».

### برامج تفلزيونية
أنتج أمين برامج تلفزيونية حول نظرياته. واحد منهم، «غير دماغك، غير حياتك»، تم بثه من قبل منتسبي 1300 ببس مرة في عام 2008 خلال حملات جمع الأموال. آخر، «عقل رائع في أي عمر مع دكتور دانيال آمين»، تم بثه قبل 1 يناير 2009. صرح طبيب الأعصاب مايكل جريسيوس، مدير مركز ستانفورد لاضطرابات الذاكرة والباحث الرئيسي في مختبر التصوير الوظيفي للاضطرابات العصبية والنفسية في ستانفورد، أن «بث برنامج آمين ببس يوفر طابعًا علميًا للعمل الذي ليس له صدق علمي.» تم وصف هذه البرامج بأنها إعلانات إعلامية لعيادات أمين. تصوير البرنامج «لعجائب الجنكة وغيرها من المنتجات» الطبيعية «مثل نبتة عرن مثقوب». تم انتقاده أيضًا. انتقد الطبيب المتشكك في الطب البديل والطبيبة أ.هارييت هال وطبيب الأعصاب روبرت أ. بورتون برنامج تلفزيوني لبث هذه البرامج. أجاب مايكل جيتلر، محقق الشكاوى في ببس، أن «ببس ليس لها علاقة بمحتوى برنامج» العقل«ولم تفحص البرنامج بأي شكل من الأشكال.» وكتب أن الشركات المحلية التابعة لـببس «تتخذ قراراتها التحريرية الخاصة بناءً على إرشاداتها الخاصة حول ما سيتم بثه».

## استقبال الأفكار
في عام 2012، نشرت مجلة واشنطن بوست قصة غلاف بعنوان «دانيال أمين هو أشهر طبيب نفسي في أمريكا. بالنسبة لمعظم الباحثين والعلماء، هذا أمر سيء للغاية.» وصفت الواشنطن بوست عدم قبول أمين في الأوساط العلمية وتضارب المصالح النقدية له. كتب الصحفي سانجيف بهاتاشاريا أن منتقدي أمين شبّهوه «بمعلم المساعدة الذاتية بدلاً من كونه عالمًا، على حساب جميع الكتب وأقراص الفيديو الرقمية والمكملات الغذائية التي يتداولها بلا خجل على الإعلانات التجارية» وأن أمين كان «أكثر الأطباء النفسيين إثارة للجدل في العالم. أمريكا التي قد تكون أيضًا الأكثر نجاحًا تجاريًا.» في عام 2008 ، نشر الأستاذ والمؤلف في جامعة تافتس كارلتون غايدوشك مقالاً عن استخدام أمين لتصوير طبي بأشعة غاما. بعد زيارة عيادات آمين، وصف كارلات تفسيرات أمين لعمليات المسح بأنها «عديمة المعنى بشكل مذهل».

## العضويات والاعتراف
أمين هو زميل متميز في الجمعية الأمريكية للطب النفسي. وقد كان أيضًا أستاذًا مساعدًا في الطب النفسي والسلوك البشري في جامعة كاليفورنيا، إيرفين، كلية الطب. ألف آمين أكثر من 30 كتابًا بلغ إجمالي مبيعاتها حوالي مليون نسخة. خمسة من كتبه كانت من أكثر الكتب مبيعًا في نيويورك تايمز اعتبارًا من عام 2012. في عام 2015، حاز كتاب خطة دانيال أمين على جائزة الكتاب المسيحي للعام.